# Джулія Семпсон-Гейворд
Джулія Семпсон-Гейворд (англ. Julia Sampson Hayward; 2 лютого 1934 — 27 грудня 2011) — колишня американська тенісистка.
Перемагала на турнірах Великого шолома в змішаному парному розряді.
Завершила кар'єру 1958 року.

## Фінали турнірів Великого шолома

### Одиночний розряд (1 поразка)
| Результат | Рік  | Турнір              | Покриття | Суперниця      | Рахунок  |
| --------- | ---- | ------------------- | -------- | -------------- | -------- |
| Поразка   | 1953 | Чемпіонат Австралії | Трава    | Морін Конноллі | 3–6, 2–6 |

### Парний розряд  (1–2)
| Результат | Рік  | Турнір               | Покриття | Партнерка      | Суперниці                 | Рахунок  |
| --------- | ---- | -------------------- | -------- | -------------- | ------------------------- | -------- |
| Перемога  | 1953 | Чемпіонат Австралії  | Трава    | Морін Конноллі | Мері Говтон Берил Пенроуз | 6–4, 6–2 |
| Поразка   | 1953 | Чемпіонат Франції    | Ґрунт    | Морін Конноллі | Ширлі Фра Доріс Гарт      | 4–6, 3–6 |
| Поразка   | 1953 | Вімблдонський турнір | Трава    | Морін Конноллі | Ширлі Фра Доріс Гарт      | 0–6, 0–6 |

### Мікст (1–1)
| Результат | Рік  | Турнір              | Покриття | Партнер      | Суперник і суперниця         | Рахунок       |
| --------- | ---- | ------------------- | -------- | ------------ | ---------------------------- | ------------- |
| Перемога  | 1953 | Чемпіонат Австралії | Трава    | Рекс Гартвіг | Морін Конноллі Гем Річардсон | 6–4, 6–3      |
| Поразка   | 1953 | Чемпіонат США       | Трава    | Рекс Гартвіг | Доріс Гарт Вік Сайксес       | 2–6, 6–4, 4–6 |

## Часова шкала турнірів Великого шлему в одиночному розряді
| W | Ф | ПФ | ЧФ | #Р | КТ | К# | DNQ | A | NH |

| Турнір               | 1951  | 1952  | 1953  | Career SR |
| -------------------- | ----- | ----- | ----- | --------- |
| Чемпіонат Австралії  |       |       | Ф     | 0 / 1     |
| Чемпіонат Франції    |       |       | 3р    | 0 / 1     |
| Вімблдонський турнір |       |       | ЧФ    | 0 / 1     |
| Чемпіонат США        | 1р    | 3р    | 1р    | 0 / 3     |
| SR                   | 0 / 1 | 0 / 1 | 0 / 4 | 0 / 6     |